# Miserite
La miserite è un minerale.